# Francisco Cervantes Vidal

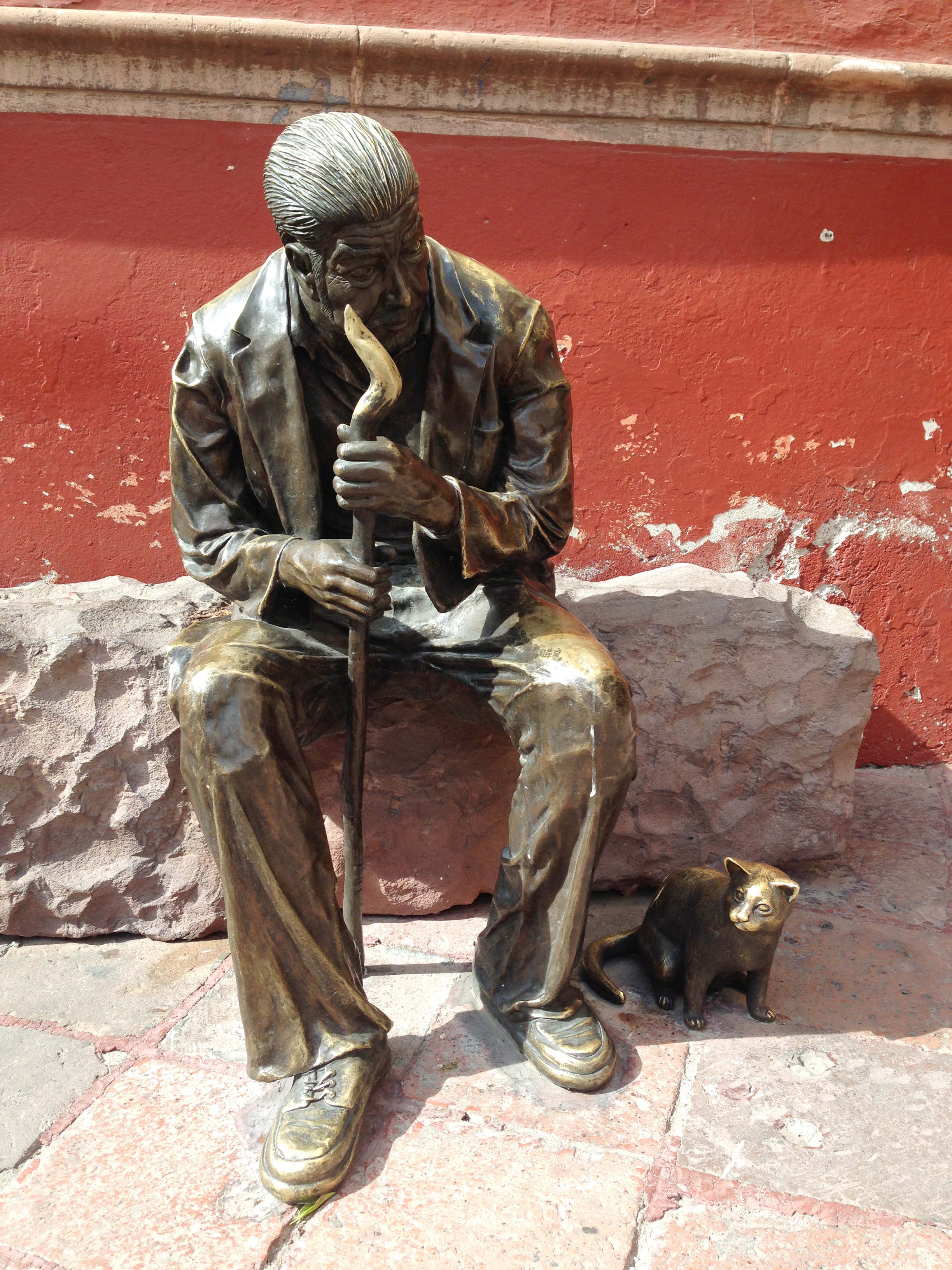
Escultura erigida en su honor en la ciudad de Querétaro

Francisco Cervantes (México, Querétaro; 1 de abril de 1938 - 23 de enero de 2005) fue un poeta, escritor, narrador y traductor mexicano.
En 1977 vivió en Portugal. Estudió Derecho en la Universidad de Querétaro, en donde después ejercería como profesor. Trabajó como periodista (entre otras cosas, editó la revista Ágora) y en publicidad. Recibió una beca de la Fundación Guggenheim en 1977 y se trasladó a Portugal. Realizó traducciones, de Fernando Pessoa y de otros poetas de lengua lusitana. En 1982 ganó el Premio Xavier Villaurrutia y en 1986 recibió la Orden Rio Branco de Brasil y el Premio Heriberto Frías de Querétaro. En 1999 el gobierno portugués le otorgó la orden del infante Dom Enrique, en el grado de Caballero. Del poeta español Gonzalo de Berceo y la poesía medieval portuguesa le viene un aliento y un ritmo al que se añaden agrias lamentaciones contemporáneas. 
Tras su fallecimiento se instauró en 2005 el Premio Nacional de Poesía Joven Francisco Cervantes Vidal. El Instituto Queretano de la Cultura y las Artes (IQCA) en coordinación con el Consejo Nacional para la Cultura y las Artes (CONACULTA) mantienen vigente dicho galardón a través del sello editorial Tierra Adentro.

## Obras
- La materia del tributo (1968)
- Los varones señalados (1972)
- Cantado para nadie (1982)
- Heridas que se alternan (1985, recopilación)
- Los huesos peregrinos (1986)
- El canto del abismo (1987)
- El libro de Nicole (1992)
- Regimiento de nieblas (1994).

## Premios
- 1982 - Premio Xavier Villaurrutia
- 1986 - Orden Rio Branco de Brasil
- 1986 - Premio Heriberto Frías de Querétaro